# Bart prodává duši
Bart prodává duši (v anglickém originále Bart Sells His Soul) je 4. díl 7. řady (celkem 132.) amerického animovaného seriálu Simpsonovi. Scénář napsal Greg Daniels a díl režíroval Wes Archer. V USA měl premiéru dne 8. října 1995 na stanici Fox Broadcasting Company a v Česku byl poprvé vysílán 16. září 1997 na stanici ČT1.

## Děj
Za trest, že v kostele změnil úvodní hymnu na „In the Garden of Eden“ od Iron Butterfly, donutí reverend Lovejoy Barta vyčistit varhany. Milhouse mu musí pomáhat, protože na něj donášel. Bart je na Milhouse (který tvrdil, že nechce, aby jeho duše šla do pekla) rozzuřený a poté, co Bart prohlásí, že nic takového jako duše neexistuje, souhlasí, že tu svou prodá Milhouseovi za 5 dolarů na papírku, na kterém je napsáno „Duše Barta Simpsona“. Za peníze koupí plastové dinosaury, se kterými chce vystrašit Lízu, která ve chvíli, kdy ji Bart oznámí, jak k penězům přišel, bratra varuje, že bude litovat toho, co provedl. Bart její obavy odmítá. 
Následně Bart zažívá několik neobvyklých jevů, například se mu automatické dveře odmítají otevřít a Itchy a Scratchy už mu nepřipadají vtipní. Začne se obávat, že o svou duši skutečně přišel, a snaží se ji získat zpět od Milhouse, který ji však odmítá vrátit za méně než 50 dolarů. Poté, co se mu zdá noční můra a Líza se mu vysmívá, se Bart znovu zoufale snaží přesvědčit Milhouse, aby mu duši vrátil. Milhouse Bartovi oznámí, že papírek vyměnil s Komiksákem v jeho obchodě. 
Druhý den ráno Komiksák Bartovi řekne, že duši prodal, ale odmítá prozradit jeho nového majitele. Smutný Bart jde v dešti domů a v ložnici se modlí k Bohu za svou duši. V tom se shora snese kousek papíru s nápisem „Duše Barta Simpsona“. Bart zjistí, že jeho duši koupila Líza, aby mu ji vrátila. Zatímco mu vysvětluje názory filozofů na lidskou duši, Bart sní kus papíru a má radost, že se mu duše vrátila. 
V podzápletce se Vočko snaží rozšířit svou zákaznickou základnu tím, že svůj bar promění v rodinnou tematickou restauraci. Stres z toho, že podnik vede sám, ho nakonec znervózní a brzy začne křičet na malou holčičku. Vyděšení zákazníci restauraci opustí a Vočko se musí vrátit k původnímu způsobu obživy.

## Produkce
Díl byl druhou epizodou, na které se jako výkonní producenti podíleli Bill Oakley a Josh Weinstein. Oakley a Weinstein chtěli začít řadu díly, které by měly emocionální příklon, ve snaze soustředit se na rodinu Simpsonových. Epizodu napsal Greg Daniels, jenž měl původně nápad na zápletku, která se zabývala rasismem ve Springfieldu. Scenáristé si mysleli, že Simpsonovi nejsou tím správným fórem, a tak Daniels navrhl nápad prodat něčí duši, který vznikl v jeho dětství. Na střední škole Daniels nabádal tyrana, aby mu prodal svou duši za 50 centů, a pak přesvědčil spolužáky, aby tyrana zastrašili a vykoupili jeho duši za nadsazenou částku. Daniels tento trik zopakoval, ale přestal, když si uvědomil, že jediná další osoba v historii, která vydělávala na duších jiných, byl Satan a to ho „vyděsilo“. V úvodní scéně epizody jsou věřící z kostela ve Springfieldu podvedeni a zpívají píseň „In a Gadda Da Vida“ od Iron Butterfly. Daniels původně zamýšlel, že to bude píseň „Jesus He Knows Me“ od britské rockové skupiny Genesis, ale producentům se nepodařilo získat práva na její uvedení v epizodě.
Epizodu režíroval Wesley Archer. Archer a jeho tým animátorů se vydali do restauračního řetězce Chili's, aby získali inspiraci pro návrhy pozadí Vočkovy rodinné restaurace. Podle jeho slov bylo „docela náročné“ přeměnit Vočkovu hospodu na rodinný podnik. Archer dodal, že s výsledkem nebyl „úplně spokojen“ a že ji mohli navrhnout „trochu lépe“. Weinstein vzpomínal, že mezi animátory došlo ke sporu o to, jak Vočko v epizodě vypadá. Původní návrh Vočka obsahuje chybějící zub, ale Weinstein a Oakley měli pocit, že to „nevypadá dobře“, protože Vočko byl v epizodě tak výraznou postavou. Archer ukázal tvůrcům seriálu původní návrh Vočka z první řady a řekl: „Tady, podívejte se. Chybí mu zub!“, ale scény, v nichž byl Vočko s chybějícím zubem, byly přesto znovu animovány. Archer byl zklamán snovou pasáží, v níž Bart vidí své přátele, jak si hrají s duší. Archer řekl, že zapomněl animátorům říct, aby duše byly průhledné, takže místo toho byly namalovány modře.

## Témata
Kurt M. Koenigsberger ve své knize Leaving Springfield z roku 2003 poznamenává, že „z této epizody je možné si užít hodně zábavy“ díky „odhalení pokrytectví, které se skrývá za ‚financováním spásy‘ a ambivalentním fungováním komerčního světa“. Don Cupitt, člen Emmanuel College v Cambridgi, se domnívá, že když Líza přednáší Bartovi o duši, „ukazuje stupeň teologické sofistikovanosti, který v Británii prostě není tolerován“. Paul Bloom a David Pizarro v knize The Psychology of The Simpsons z roku 2006 napsali, že ačkoli Líza projevuje „zdravý náboženský skepticismus“, stále věří ve věčnou duši, nicméně Líza na konci epizody Bartovi řekne: „Někteří filozofové věří, že s duší se nikdo nerodí, že si ji musíte zasloužit utrpením, myšlením a modlitbou.“. Bloom a Pizarro to uznávají: „Někteří filozofové a teologové skutečně tvrdí, že bez víry v duši nelze pochopit společenské pojmy, na nichž si zakládáme, jako je osobní odpovědnost a svoboda vůle.“.
M. Keith Booker cituje tuto epizodu ve své knize Drawn to Television z roku 2006, když se zabývá přístupem Simpsonových k náboženství. Booker cituje scénu z epizody, v níž se Milhouse ptá Barta, co mají náboženství z toho, že lžou o pojmech, jako je existence duše – a pak je vidět reverend Lovejoy, který počítá peníze; Booker se domnívá, že to naznačuje, že náboženství vytvářejí mytologie, aby mohla získat peníze od stoupenců. Srovnává to s Bartovým pozdějším uvědoměním v epizodě, že „život bez duše se najednou zdá prázdný a neúplný“, což naznačuje, že „buď je duše skutečná, nebo je to přinejmenším užitečná fikce“. Mark I. Pinsky a Samuel F. Parvin o dílu pojednávají ve své knize The Gospel According to the Simpsons: Pinsky a Parvin si všímají Bartova výroku Milhousovi ze začátku epizody: „Ježíšovo evangelium podle Simpsonů je pro nás jako pro všechny, kteří jsme se narodili v Simpsonových.“. Na příkladech z této epizody podněcují diskuzi mezi mládeží o povaze duše: „Duše – no tak, Milhousi, nic takového jako duše neexistuje. Je to jen něco, co si vymysleli, aby děsili děti, jako strašidlo nebo Michael Jackson.“, a poté navrhují otázky, které by měli studentům položit, včetně toho, zda znají jedince, kteří souhlasí s Bartem, a jejich názorů na existenci duše.
V knize Planet Simpson z roku 2004 Chris Turner cituje Bartovo odhalení Líze, že prodal svou duši Milhousovi za pět dolarů a za peníze si koupil houbičky ve tvaru dinosaurů. Turner uvádí, že „Bart je zde ztělesněním světem unaveného hipstera, který používá pokleslý jazyk moderního marketingu, aby zaprodal nejposvátnější části sebe sama, protože ví, že nějaká levná houba je skutečnější, a tudíž cennější, než i ty nejvznešenější abstraktní principy“.

## Kulturní odkazy
V audiokomentáři k epizodě na DVD scenárista Greg Daniels uvedl film Martina Scorseseho z roku 1985 Po zavírací době jako vliv na Bartovo noční putování za Milhousem, aby získal zpět svou duši a zažil řadu neobvyklých setkání. Reverend Lovejoy vede svou kongregaci v hymnické verzi písně „In-A-Gadda-Da-Vida“ od Iron Butterfly, s názvem „In the Garden of Eden“ od I. Ron Butterfly.
Během hádky mezi Lízou a Bartem, kdy diskutují o vztahu mezi smíchem a duší, Líza cituje chilského básníka Pabla Nerudu a Bart odpovídá: „Znám díla Pabla Nerudy.“. Kurt M. Koenigsberger to komentuje v knize Leaving Springfield: „Bart je sice obeznámen s kánonem chilské poezie, ale vtip má svou sílu částečně v tom, že diváci Simpsonových pravděpodobně ne.“. Bart začíná modlitbu k Bohu slovy: „Jsi tam, Bože? To jsem já, Bart Simpson.“. Jedná se o narážku na knihu Are You There God? It's Me, Margaret. z roku 1970 od Judy Blumeové.

## Přijetí
V původním vysílání se díl umístil v týdnu od 2. do 8. října 1995 na 43. místě v žebříčku sledovanosti s ratingem 8,8, což odpovídá přibližně 8,4 milionu domácností. Byl to čtvrtý nejsledovanější pořad na stanici Fox v tom týdnu po seriálech Akta X, Melrose Place a Beverly Hills 90210.
V červenci 2007 článek v San Mateo County Times uvedl, že díl je považován za jednu z „nejoblíbenějších epizod v historii Simpsonových“. Noel Holston ze Star Tribune epizodu vyzdvihl a The Intelligencer Journal a popsal ji jako „obzvláště dobrý díl“. List Lansing State Journal vyzdvihl epizodu v DVD vydání sedmé řady spolu s Kdo postřelil pana Burnse? 2/2 a Slavnostní epizodou. Sunday Herald Sun díl označil za jednu z „nejpamátnějších epizod seriálu“, stejně jako The Courier Mail.
List The Aberdeen Press & Journal označil díl za „jednu z nejtemnějších epizod Simpsonových“.
Warren Martyn a Adrian Wood v části věnované této epizodě v knize I Can't Believe It's a Bigger and Better Updated Unofficial Simpsons Guide komentují: „Nepochybně nejznepokojivější díl seriálu, s Bartovou noční můrou o ztrátě duše – ilustrovanou makabrózním dětským hřištěm, kde jsou vidět duše všech jeho spoluhráčů, a jeho se táhne s Milhousem – spíše děsivou než zábavnou. (…) Ukázka toho, kam až může seriál v této fázi zajít.“.
V dubnu 2003 byl tento díl tvůrčím týmem Simpsonových zařazen mezi pět nejlepších epizod seriálu, a to s díly Homer – spása Springfieldu, Mys hrůzy, Dvaadvacet krátkých filmů o Springfieldu a Homer na pálce.
V rozhovoru z roku 2005 tvůrce Simpsonových Matt Groening poznamenal: „Nemám jediný oblíbený díl. Je jich několik, které mám opravdu rád.“. Mezi tyto díly uvedl Bart prodává duši a Homerova nepřítele.
Bartova dabérka Nancy Cartwrightová uvedla, že tento díl patří mezi její tři nejoblíbenější epizody spolu s díly Lízin let do nebe a Bart v úloze matky. Lízina dabérka Yeardley Smithová v jednom rozhovoru uvedla, že díl řadí mezi své nejoblíbenější epizody spolu s Bartem – televizním šoumenem.
Epizoda byla použita v církevních kurzech v Connecticutu a ve Spojeném království o povaze duše a ve Skotsku ji v jednom ze svých kázání promítl farář. Ve zprávě o náboženském vzdělávání na středních školách z roku 2005, kterou vypracoval britský vzdělávací regulátor Office for Standards in Education, Children's Services and Skills (Ofsted), bylo uvedeno, že díl je využíván jako učební pomůcka.